# Département de Guéyo
Le département de Guéyo est un département de Côte d'Ivoire. 